# Gerichtsbezirk Radstadt
Der Gerichtsbezirk Radstadt war ein dem Bezirksgericht Radstadt unterstehender Gerichtsbezirk im Bundesland Salzburg. Der Gerichtsbezirk umfasste den östlichen Teil des Bezirks St. Johann im Pongau.

## Geschichte
Der Gerichtsbezirk Radstadt wurde gemeinsam mit 22 anderen Gerichtsbezirken in Salzburg durch einen Erlass des k.k. Oberlandesgerichtes Linz am 4. Juli 1850 geschaffen und umfasste ursprünglich die 23 Steuergemeinden Altenmarkt, Bayrau, Feuersang, Fitzmoos, Flachau, Forstau, Gasthof, Höch, Höggen, Lämmerthal, Lebenau, Mandling, Neuberg, Palfen, Radstadt, Reitdorf, St. Martin, Schattbach, Schwemberg, Sinnhub, Sonnberg, Taxen und Unterthauern.
Der Gerichtsbezirk bildete im Zuge der Trennung der politischen von der judikativen Verwaltung
ab 1868 gemeinsam mit den Gerichtsbezirken Gastein, Sankt Johann im Pongau und Werfen den Bezirk St. Johann im Pongau.
Durch Gemeindezusammenlegungen hatte sich die Zahl der Gemeinden des Gerichtsbezirks Radstadt bis in die 1930er Jahre bereits auf neun Gemeinden reduziert. Per 1. Jänner 1936 erfolgte die Vereinigung der Gemeinde Sonnberg mit der im Gerichtsbezirk Werfen liegenden Gemeinde Hüttau zur Gemeinde Hüttau, wobei beide Gemeindeteile zum Jahresbeginn 1936 Teil des Gerichtsbezirkes Radstadt wurden.
Durch die 2002 beschlossene „Bezirksgerichte-Verordnung Salzburg“ wurde der Gerichtsbezirk Radstadt aufgelöst und per 1. Jänner 2005 mit dem Gerichtsbezirk Sankt Johann im Pongau vereint.

## Gerichtssprengel
Der Gerichtsbezirk Radstadt umfasste vor der Auflösung die neun Gemeinden Altenmarkt im Pongau, Eben im Pongau, Filzmoos, Flachau, Forstau, Hüttau, Radstadt, St. Martin am Tennengebirge und Untertauern.